# Глядинский, Евгений Владиславович
Евгений Владиславович Глядинский (26 марта 1950; СССР, Россия, Омск — 31 октября 2000; Москва) — советский актёр театра и кино.

## Биография
Евгений родился 26 марта 1950 в российском городе Омск.
Окончил Пермский государственный институт культуры.
Известность пришла к нему во время работы в Пермском Новом молодёжном театре, где он был ведущим актёром.
Убит 31 октября 2000 в городе Москве. Причина смерти: Было совершено убийство.

## Фильмография
- Тест Роршаха (короткометражный) (1996)[6]
- Мясорубка (роль: Вячеслав) (1991)[7]
- Любимчик (1991) — игровое кино пермского кинорежиссёра Павла Печёнкина[8]
- Комната (короткометражный) (роль: Дэвид) (1987)[9]

## Театральные работы
- Прометей в спектакле «Осуждение Прометея» (1985, г. Пермь),

- Джерри в спектакле «Случай в зоопарке» Э. Олби (1989, г. Пермь)[10],

- Арнольф в спектакле «Школа жён» Мольера (1994, г. Москва).

## Проект памяти
Проект памяти Глядинского
Евгению Глядинскому, трагически погибшему замечательному актёру, будет посвящен новый проект, над которым работает благотворительный фонд поддержки российской культуры «Филантроп». Евгений Глядинский, служивший в Театре имени Моссовета и известный зрителям по спектаклям Бориса Мильграма «Случай в зоопарке», «Первая любовь», «Школа жен», только начал репетировать в «Кроткой». Трагедия не дала завершить работу. Президент фонда Ольга Даниленко предполагает, что пространственное и сценографическое решение, найденное сценографом Еленой Бочковой и режиссёром Ольгой Апарович, которые перенесли действие из петербургских интерьеров в пустыню, на берег моря, позволит выйти действительно замечательному спектаклю.
На первых порах фонд приобрел у Театра имени Моссовета права на прокат спектакля «Потоп» по легендарной для любого знатока театра пьесе Хеннинга Бергера. Поставленная в 1915 году в Первой студии МХТ, эта трагикомедия была признана событием, а спектакль назван тогда гениальным. В Театре имени Моссовета «Потоп» поставила актриса и начинающий режиссёр Ольга Анохина. Не «переплюнув» легенду (что и невозможно, хотя бы потому, что соревноваться с уже не играемым спектаклем трудновато), спектакль стал все равно заметным и приятным событием, поскольку речь идет об умной и тонкой работе. О других проектах можно будет узнать 25 января, когда в Фонде культуры на Старой Басманной в рамках презентации новой благотворительной организации состоится выставка петербургского графика Вячеслава Остапенко.
-Независимая газета

## Издательство
Лит.: Колесник Н. Фестиваль одного спектакля // Театральная жизнь. 1991. № 6. С. 3.